# Nicolas-Guy Brenet
Nicolas Guy Brenet (Paris, 1 de Julho de 1728 — Paris, 21 de Fevereiro de 1792) foi um pintor francês, discípulo de François Boucher e seguidor de Poussin, de Le Sueur, de Guido Reni e de Charles Errard.O seu estilo e temático faz dele precursor de Jacques-Louis David e do futuro estilo trovador no tratamento dos temas de história medieval encomendados nos anos 1770 a 1775 pela superintendência dos edifícios reais.